# 그렉 세스테로

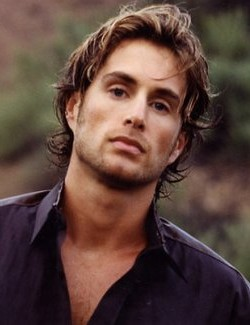
2011년 모습

그레그 세스테로(Greg Sestero, 1978년 7월 15일 ~ )는 미국의 배우, 영화 제작자, 모델, 각본가, 작가이다. 2003년 토미 위조의 컬트 영화 《더 룸》에 출연하였으며, 2013년 당시 촬영 경험 회고록인 "The Disaster Artist"를 출간하였다. 이를 바탕으로 2017년 동명 영화 《디재스터 아티스트》가 만들어졌다.
월넛크릭에서 태어났다.

## 출연 작품

### 영화
- 가타카 (1997) - 크레디트 미기재
- 패치 아담스 (1998) - 크레디트 미기재
- 생방송 에드 TV (1999) - 크레디트 미기재
- 조종자 7 (1999)
- 더 룸 (2003)
- 합격! (2006) - 크레디트 미기재
- 함정과 진자 (2009)
- 디재스터 아티스트 (2017) - 카메오 출연
- 베스트 프렌즈 (2017, Best F(r)iends)

### 텔레비전
- 우리 생애 나날들 (2000)
- 패션 하우스 (2006, Fashion House)
- 블라이 저택의 유령 (2020)